# Tahereh Mafi
Tahereh Mafi es una escritora iraní-estadounidense, conocida por escribir ficción para adultos jóvenes.

## Biografía
Mafi nació el 9 de noviembre de 1988 en un pequeño pueblo de Connecticut. Es la hija menor de su familia y tiene cuatro hermanos mayores. Sus padres son inmigrantes iraníes. A los 12 años se mudó con su familia al norte de California y a los 14 se mudaron al condado de Orange.
Se graduó en la Escuela secundaria universitaria en Irvine, California. Posteriormente se graduó de la Universidad Soka de América en Aliso Viejo, California. Tiene diferentes niveles de competencia en ocho idiomas diferentes. Estudió en el extranjero en Barcelona, España durante un semestre en la universidad.
Reside en Irvine, California, donde continúa escribiendo. Es musulmana. En 2013 se casó con el autor Ransom Riggs.

## Carrera
Afirmó que antes de escribir su primera novela, Shatter Me, escribió cinco manuscritos para comprender mejor cómo escribir un libro.
Shatter Me fue publicado el 15 de noviembre de 2011. Desde entonces, se han publicado Unravel Me (5 de febrero de 2013) e Ignite Me (4 de febrero de 2014). Mafi también tiene dos novelas que van con la serie Shatter Me, Destroy Me y Fracture Me. Los derechos cinematográficos de Shatter Me han sido comprados por 20th Century Fox.
En agosto de 2016, lanzó Furthermore, una novela de ficción de grado medio sobre una niña pálida que vive en un mundo de gran color y magia que ella no tiene.
En abril de 2017, anunció otra trilogía en el universo de Shatter Me siguiendo el mismo elenco de personajes. La primera entrega, Restore Me, está narrada desde un punto de vista dual de Juliette Ferrars y Warner, la protagonista y el antagonista, respectivamente, en la trilogía original. Restore Me se publicó el 6 de marzo de 2018.
Su siguiente libro, A Very Large Expanse of Sea, fue lanzado el 16 de octubre de 2018. Fue incluido en la lista larga del Premio Nacional del Libro de Literatura Juvenil 2018.